# فریبا شمس
فریبا شمس (۵ فروردین ۱۳۴۴، تهران) بازیگر و منشی صحنه سینما و تلویزیون ایران است.

## زندگی‌نامه
وی متولد سال ۱۳۴۴ در تهران است. فریبا شمس بازیگری را از سن ۱۷ سالگی در سال ۱۳۶۱ با سینما آغاز کرد و سپس وارد تلویزیون شد. در سال ۱۳۷۲ با حضور در کلاسهای آزاد بازیگری امین تارخ به تجربیات خود افزود. یکی از ماندگارترین کارهای ایشان بازی در سریال خاطره انگیز آینه عبرت می باشد. فریبا شمس بعد از مدتی زندگی در کشور سوئیس در سال ۱۳۹۸ وارد ایران شد.

## فیلمشناسی
اسامی برخی از کارهای فریبا شمس:

### سینمایی
- بنفشه زار (۱۳۶۲) محمدباقر خسروی
- مدار بسته (۱۳۶۴) رحمان رضائی
- خانه‌ای مثل شهر (۱۳۶۶) حجت‌الله صیفی
- آری چنین بود (۱۳۶۷) داوود اسماعیلی
- پنجره (فیلم۱۳۶۷) امیر توسل
- پنجاه و سه نفر (۱۳۶۸) یوسف سید مهدوی
- عبور از غبار (۱۳۶۸) پوران درخشنده در نقش خواهر ایران

### مجموعه تلویزیونی
| سال تولید | نام مجموعه        | کارگردان              | توضیحات                    |
| --------- | ----------------- | --------------------- | -------------------------- |
| ۱۳۶۶      | تلفن شهری         | پیرام زادیان          |                            |
| ۱۳۷۰      | ارثیه پدری        | محسن شاه محمدی        | سری آینه عبرت              |
| ۱۳۷۰      | وسوسه های شیطانی  | محسن شاه محمدی        | سری آینه عبرت              |
| ۱۳۷۰      | برگریزان          | محسن شاه محمدی        | سری آینه عبرت              |
| ۱۳۷۰      | این خانه دور است  | مسعود رسام بیژن بیرنگ | شبکه دو نوروز ۱۳۷۴         |
| ۱۳۷۴      | مهر سکوت          | شهیار بدیعی           | قصه شب سیما                |
| ۱۳۷۴      | آتیه              | رضا صفایی             |                            |
| ۱۳۷۵      | جدال بی حاصل      | مسعود رشیدی           |                            |
| ۱۳۷۶      | همسایه های خارجی  | مسعود دلجو            |                            |
| ۱۳۷۷      | خانواده سلامت     | کیهان شادفر           |                            |
| ۱۳۷۸      | آژانس دوستی       | احمد رمضان زاده       | اپیزود سارا                |
| ۱۳۸۲      | باغ بلور          | رامبد جوان            | پخش نشده                   |
| ۱۳۸۴      | آنها که مانده اند | محمد مهدی رسولی       | گروه کودک و نوجوان شبکه دو |

### منشی صحنه
- معما (فیلم۱۳۶۵) حسین زندباف
- بگذار زندگی کنم (۱۳۶۵) شاپور قریب

### سرمایه گذار
- گیس بریده (۱۳۸۵) جمشید حیدری